# Municipio de Locust Grove (Arkansas)
El municipio de Locust Grove (en inglés: Locust Grove Township) es un municipio ubicado en el condado de Stone en el estado estadounidense de Arkansas. En el año 2010 tenía una población de 166 habitantes y una densidad poblacional de 4,14 personas por km².

## Geografía
El municipio de Locust Grove se encuentra ubicado en las coordenadas 35°54′9″N 92°23′43″O / 35.90250, -92.39528. Según la Oficina del Censo de los Estados Unidos, el municipio tiene una superficie total de 40.09 km², de la cual 40,08 km² corresponden a tierra firme y (0,02 %) 0,01 km² es agua.

## Demografía
Según el censo de 2010, había 166 personas residiendo en el municipio de Locust Grove. La densidad de población era de 4,14 hab./km². De los 166 habitantes, el municipio de Locust Grove estaba compuesto por el 96,39 % blancos, el 2,41 % eran amerindios y el 1,2 % eran de una mezcla de razas. Del total de la población el 8,43 % eran hispanos o latinos de cualquier raza.